# Есиповская (Тверская область)
Есиповская — железнодорожная станция в Ржевском районе Тверской области. Входит в состав сельского поселения Успенское.

## География
Находится в южной части Тверской области на расстоянии приблизительно 11 км на северо-восток по прямой от вокзала станции Ржев-Белорусский у железнодорожной линии Лихославль-Вязьма.

## История
Официальная дата открытия станции 1898 год. Перед Великой Отечественной войной населенный пункт был отмечен на карте как безымянная платформа.

## Население
Численность населения: 10 человек (русские 70 %, украинцы 30 %) в 2002 году, 5 в 2010.